# Tomos pour l'autocéphalie de l'Église de Grèce

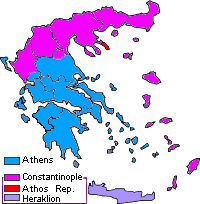
Carte de l'organisation territoriale de l'église orthodoxe en Grèce

Le tomos pour l'autocéphalie de l'Église de Grèce date du 29 juin 1850. Il a été publié par Anthème IV de Constantinople, patriarche orthodoxe de Constantinople, et suit chronologiquement le Printemps des peuples.
Cet acte marque un tournant dans les relations entre le royaume de Grèce et les Grecs, d'une part, et l'Empire ottoman et les Phanariotes, d'autre part. En arrière-plan, il a directement affecté les relations bulgaro-grecques pendant la bulgare de la Renaissance et a catalysé la lutte pour l'indépendance de l'Église bulgare .
Le Tomos marque un tournant dans les relations bulgaro-grecques et sépare enfin les deux peuples dans la sphère historique. Vingt ans plus tard, les Bulgares sont accusés de phylétisme à cause de l'Exarchat bulgare. 
Conformément à la loi grecque du 9 juillet 1852, ce tomos a été inscrit dans le droit grec à l'instar des États protestants, où le chef de l'État est officiellement un pasteur spirituel.